# Warsaw Shore (temporada 4): Campamento de verano
La cuarta temporada de Warsaw Shore, un programa de televisión polaco con sede en Varsovia, tarnsmitifo por MTV Polonia, se confirmó el 13 de julio de 2015. Se estrenó el 11 de octubre de 2015. Marca el regreso de Jakub Henke como miembro principal del reparto. Se confirmó que la serie se filmaría en la costa de polaca en Łeba. Esta fue la última incluir a Alan Kwieciński hasta su regreso en la séptima temporada.
Eliza Wesołowska y Paweł Trybała hicieron una aparición durante el décimo segundo episodio.

## Reparto
- Alan Kwieciński
- Anna "Ania Mała" Aleksandrzak
- Anna "Ania" Ryśnik
- Damian Zduńczyk
- Jakub Henke
- Klaudia Stec
- Magdalena Pyznar
- Wojciech "Wojtek" Gola

### Duración del reparto
| Nombre    | Episodios | Episodios | Episodios | Episodios | Episodios | Episodios | Episodios | Episodios | Episodios | Episodios | Episodios | Episodios |
| Nombre    | 1         | 2         | 3         | 4         | 5         | 6         | 7         | 8         | 9         | 10        | 11        | 12        |
| Alan      |           |           |           |           |           |           |           |           |           |           |           |           |
| Ania      |           |           |           |           |           |           |           |           |           |           |           |           |
| Ania Mała |           |           |           |           |           |           |           |           |           |           |           |           |
| Damian    |           |           |           |           |           |           |           |           |           |           |           |           |
| Jakub     |           |           |           |           |           |           |           |           |           |           |           |           |
| Klaudia   |           |           |           |           |           |           |           |           |           |           |           |           |
| Magda     |           |           |           |           |           |           |           |           |           |           |           |           |
| Wojtek    |           |           |           |           |           |           |           |           |           |           |           |           |
| --------- | --------- | --------- | --------- | --------- | --------- | --------- | --------- | --------- | --------- | --------- | --------- | --------- |

## Episodios
| N.º (total) | N.º (temp.) | Título        | Estreno                 | Audiencia (en millones) |
| ----------- | ----------- | ------------- | ----------------------- | ----------------------- |
| 41          | 1           | «Episodio 1»  | 11 de octubre de 2015   | 90,105                  |
| 42          | 2           | «Episodio 2»  | 18 de octubre de 2015   | 121,596                 |
| 43          | 3           | «Episodio 3»  | 1 de noviembre de 2015  | 118,022                 |
| 44          | 4           | «Episodio 4»  | 8 de noviembre de 2015  | TBA                     |
| 45          | 5           | «Episodio 5»  | 15 de noviembre de 2015 | 144,918                 |
| 46          | 6           | «Episodio 6»  | 22 de noviembre de 2015 | N/D                     |
| 47          | 7           | «Episodio 7»  | 29 de noviembre de 2015 | N/D                     |
| 48          | 8           | «Episodio 8»  | 6 de diciembre de 2015  | 144,300                 |
| 49          | 9           | «Episodio 9»  | 13 de diciembre de 2015 | 129,463                 |
| 50          | 10          | «Episodio 10» | 20 de diciembre de 2015 | N/D                     |
| 51          | 11          | «Episodio 11» | 27 de diciembre de 2015 | N/D                     |
| 52          | 12          | «Episodio 12» | 3 de enero de 2016      | N/D                     |